# Dario Cataldo
Dario Cataldo (Lanciano, 17 de març del 1985) és un ciclista italià, professional des del 2007 fins al 2024. El seu darrer equip fou el Lidl-Trek.
Entre les seues fites professionals cal destacar haver guanyat el Giro d'Itàlia per a menors de 23 l'any 2006 i dues etapes al Tour de l'Avenir de l'any següent, en el qual, a més, va acabar en el desè lloc de la classificació general. El 2012 guanyà el Campionat nacional de contrarellotge i una etapa de la Volta a Espanya. També guanyà una etapa del Giro d'Itàlia de 2019.

## Palmarès
- 2006
  - 1r al Baby Giro
- 2007
  - Vencedor de 2 etapes del Tour de l'Avenir
- 2010
  - 1r al Gran Premi Bruno Beghelli
- 2012
  -  Campió d'Itàlia de contrarellotge
  - Vencedor d'una etapa de la Volta a Espanya 16a etapa: Gijón - Valgrande-Pajares, Cuitunigru (183,5 km)
- 2014
  - Vencedor d'una etapa de la Setmana Internacional de Coppi i Bartali
- 2019
  - Vencedor d'una etapa al Giro d'Itàlia

### Resultats al Giro d'Itàlia
- 2008. Abandona (15a etapa)
- 2009. 59è de la classificació general
- 2010. Abandona (19a etapa)
- 2011. 12è de la classificació general
- 2012. 12è de la classificació general
- 2013. 57è de la classificació general
- 2014. 26è de la classificació general
- 2015. 25è de la classificació general
- 2017. 14è de la classificació general
- 2019. 48è de la classificació general. Vencedor d'una etapa
- 2020. 66è de la classificació general
- 2021. 54è de la classificació general
- 2022. 73è de la classificació general

### Resultats a la Volta a Espanya
- 2010. 71è de la classificació general
- 2011. 132è de la classificació general
- 2012. 51è de la classificació general. Vencedor d'una etapa
- 2013. 74è de la classificació general
- 2014. No surt (20a etapa)
- 2016. 51è de la classificació general
- 2018. 64è de la classificació general
- 2019. 68è de la classificació general
- 2022. 117è de la classificació general

### Resultats al Tour de França
- 2017. Abandona (11a etapa)
- 2020. 80è de la classificació general